# Флисыковский, Альфонс
Альфонс Флисыковский (пол. Alfons Flisykowski; 22 сентября 1902, Горемчино, Германская империя — 5 октября 1939, Данциг) — польский почтальон, позже возглавивший оборону почты в Данциге. 

## Оборона польской почты в Гданьске

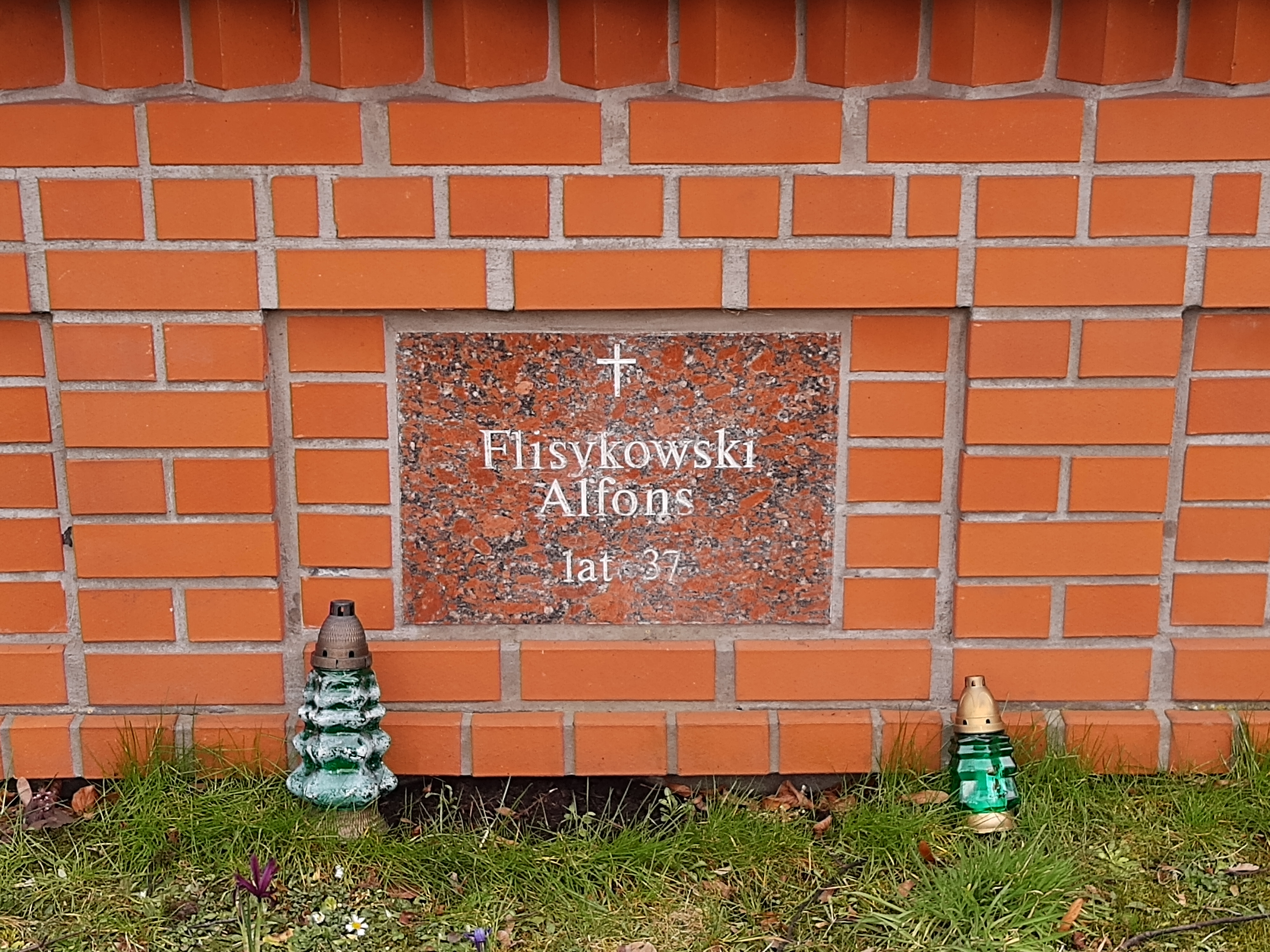
Могила Флисыковского

Устроившись на работу в почтамт в вольном городе Данциге, в 1934-1936 годах он был начальником почтового отделения в Гданьске-2, а затем был переведен в Управление почт и телеграфов Польской Республики в Данциге на должности субдиректора почтового департамента. После начала Второй мировой войны он вместе с другими сотрудниками польского почтового ведомства организовал оборону здания. После смерти своего командира, Конрада Гудерского, он взял командование гарнизоном на себя. В течение нескольких часов он координировал оборонительные действия. После сдачи почтового отделения он бежал с группой коллег, но был схвачен и передан гестапо. В течение пяти недель находился в тюрьме Бискупская горка, а 5 октября 1939 года был расстрелян. Посмертно, 1 сентября 1990 года, он был награжден Крестом доблести. 